# Ties Elzenga
Ties Elzenga (Kampen, 3 november 1947) is een Nederlands voormalig burgemeester van het CDA.
Van 1972 tot 1974 werkte Elzenga bij de Koninklijke Luchtmacht. Vervolgens was hij werkzaam op het ministerie van Binnenlandse Zaken voor hij in Hemelumer Oldeferd zijn burgemeesterscarrière begon. Toen hij daar in november 1979 benoemd werd was hij een van de jongste burgemeesters van Nederland. Tegelijk zou hij de laatste burgemeester worden van deze gemeente, die in 1984 opging in Nijefurd. Daarnaast is hij van 1981 tot 1984 waarnemend burgemeester geweest van Hindeloopen.
Na deze gemeentelijke fusie is Elzenga benoemd tot burgemeester van Bolsward, een functie die hij tot 1993 vervulde. In dat jaar verruilde hij deze post voor de gemeente Naaldwijk. Deze gemeente werd op 1 januari 2004 opgeheven, waardoor Elzenga ook van deze gemeente de laatste burgemeester zou worden.
Op 15 september 2004 werd Elzenga burgemeester van Veenendaal, een post die hij tot november 2012 zou bekleden.